# Donald R. Elliott
Donald R. Elliott, auch Don Elliott und Don Elliot (geb. vor 1980) ist ein Filmtechniker für visuelle Effekte, der seit Beginn seiner Karriere Mitte der 1980er Jahre an rund 30 Filmproduktionen beteiligt war. Bei der Oscarverleihung 2013 wurde er für seine Arbeit bei Life of Pi: Schiffbruch mit Tiger zusammen mit Bill Westenhofer, Guillaume Rocheron und Erik-Jan De Boer mit den Oscar in der Kategorie Beste visuelle Effekte ausgezeichnet. Für diesen Film wurden er, Westenhofer, Rocheron und De Boer 2013 auch mit einem British Academy Film Award in der Kategorie Beste visuelle Effekte ausgezeichnet.

## Filmographie (Auswahl)
- 1986: Star Trek IV: Zurück in die Gegenwart (Star Trek IV: The Voyage Home)
- 1987: The Lost Boys
- 1987: Die Hexen von Eastwick (The Witches of Eastwick)
- 1988: Twins – Zwillinge (Twins)
- 1988: Caddyshack II
- 1989: Zurück in die Zukunft II (Back to the Future Part II)
- 1990: Zurück in die Zukunft III (Back to the Future Part III)
- 1991: Hook
- 1991: Selbstjustiz – Ein Cop zwischen Liebe und Gesetz (One Good Cop)
- 1992: Der Tod steht ihr gut (Death Becomes Her)
- 1993: Jurassic Park
- 1994: Flintstones – Die Familie Feuerstein (The Flintstones)
- 1995: Congo
- 1995: Mr. Payback: An Interactive Movie (Kurzfilm)
- 1996: Mars Attacks!
- 1996: Matilda
- 1997: Vergessene Welt: Jurassic Park (The Lost World: Jurassic Park)
- 1998: Deep Impact
- 1999: Wild Wild West
- 2000: The 6th Day
- 2001: Jurassic Park III
- 2002: Minority Report
- 2003: Seabiscuit – Mit dem Willen zum Erfolg (Seabiscuit)
- 2003: Hulk
- 2004: Lemony Snicket – Rätselhafte Ereignisse (Lemony Snicket’s A Series Of Unfortunate Events)
- 2004: Starship Troopers 2: Held der Föderation (Starship Troopers 2: Hero of the Federation, Video/DVD)
- 2006: Pirates of the Caribbean – Fluch der Karibik 2 (Pirates of the Caribbean: Dead Man’s Chest)
- 2008: Get Smart
- 2008: Die Geheimnisse der Spiderwicks (The Spiderwick Chronicles)
- 2009: Disneys Eine Weihnachtsgeschichte (A Christmas Carol)
- 2009: Das Hundehotel (Hotel for Dogs)
- 2012: Life of Pi: Schiffbruch mit Tiger (Life of Pi)
- 2013: Deconstructing Pí (Kurzfilm)